# Joshua Radin
Joshua Radin (Shaker Heights, 14 giugno 1974) è un cantautore statunitense di musica folk.

## Biografia
Radin si avvicina alla musica dopo essersi trasferito dall'Ohio a New York. Suo padre gli regala la sua prima chitarra e lo sprona a imparare a suonare lo strumento e a comporre musica. Nel 2004, quando il suo amico e attore Zach Braff ascolta una demo della canzone Winter, ne rimane immediatamente colpito e chiede al creatore di Scrubs, Bill Lawrence di inserirla in un episodio della serie (la si può ascoltare nel 14º episodio intitolato Il mio disastro della terza stagione).

### We Were Here(2006-2007)
Grazie a Winter, pubblicata nel suo primo EP First Between 3rd And 4th nel 2004, Radin riceve critiche molto positive e, nel maggio 2006, pubblica così il suo primo album in studio intitolato We Were Here che riceve immediatamente voti molto positivi dalla critica musicale. Secondo lo stesso Radin, l'intero album è stato ispirato da una sua relazione finita male. Dopo Winter anche altre canzoni dell'album come Closer, Don't Look Away e These Photographs sono state successivamente utilizzate in alcune puntate di Scrubs, accrescendo notevolmente la fama di Radin. Degna di nota è Everything'll Be Alright (Will's Lullabye), dedicata alle vittime dell'Uragano Katrina. Nei mesi successivi all'uscita dell'album, Radin intraprende un lungo tour negli Stati Uniti e successivamente in Europa.

### Simple TimeseThe Rock And The Tide(2008-2011)
Dal 2007-2008, le canzoni di Radin vengono trasmesse in episodi di numerose serie tv come, oltre alla già citata Scrubs, in Grey's Anatomy, Bones, Dr. House, One Tree Hill e Life Unexpected, 90210 e Brothers and Sisters.
L'attesa del secondo album termina quando nel settembre 2008, Radin pubblica Simple Times sotto l'etichetta discografica Mom + Pop Music. L'album riceve buone recensioni dalla critica e discrete vendite grazie anche alla pubblicazione precedente del singolo Streetlight.
Dopo un breve tour nel 2009, nell'ottobre 2010 esce il terzo album di Radin intitolato The Rock And The Tide, inizialmente previsto per il febbraio precedente e successivamente posticipato. Dopo l'uscita, l'album raggiunge la prima posizione nella classifica Alternative su iTunes e la 31ª posizione nella Billboard Top 200 nel mese di ottobre. Nel 2011, esce un EP intitolato The Rock And The Tide (Acoustic Session) che contiene tracce dell'album uscito l'anno precedente in acustico.

### Underwater,Wax WingseOnward And Sideways(2012-2015)
Dopo solo 2 anni dall'album precedente, Radin convoglia le sue nuove composizioni in due album: a luglio 2012 esce il quarto lavoro in studio intitolato Underwater sotto la Mom + Pop Music e, nel maggio 2013, viene pubblicato in maniera indipendente Wax Wings. Entrambi gli album ricevono un buon responso di critica e alcune tracce tratte da questi due lavori come Underwater , Beautiful Day e In Her Eyes diventano tracce salde nella scaletta concerti di Radin.
Il 2014 è per Radin un anno di pausa in attesa della pubblicazione, nel gennaio 2015, del suo sesto album intitolato Onward And Sideways nel quale spicca Beautiful Day, già pubblicata nel precedente Wax Wings, questa volta registrata insieme a Sheryl Crow.

### Live From The VillageeThe Fall(2016-2017)
In seguito ad alcune dichiarazioni di Radin dove parlava di un possibile album live, nell'aprile 2016 esce Live From The Village, primo lavoro dal vivo contenente 17 brani (20 nella edizione Deluxe) registrati al The Village di Los Angeles e contenente alcuni dei suoi pezzi di maggior successo come Brand New Day, Today e Winter.
Il 27 gennaio 2017 esce il suo settimo album in studio intitolato The Fall e anticipato dai singoli High And Low e Falling. L'album, che comprende 10 tracce (14 nella edizione Deluxe), ha come tematica principale l'amore e tutti i suoi derivati.

### Here, Right Now (2019)
Nel 2019 esce il suo ottavo album, Here, Right Now. 
Il video del singolo che ha dato il nome all'album è stato fatto in collaborazione con North Shore Animal League America, un'associazione per la cura di cuccioli abbandonati o randagi. Inoltre, tutti i ricavati della traccia sono devoluti all'associazione.

## Influenze
Come dichiarato dallo stesso Radin, il suo stile musicale è influenzato da artisti come Elliott Smith, Simon & Garfunkel e Nick Drake. Il suo folk è caratterizzato da un suono semplice e chiaro dove risalta la sua voce calda e la sua chitarra acustica.

## Discografia

### Album in studio
- 2006 - We Were Here
- 2008 - Simple Times
- 2010 - The Rock and the Tide
- 2012 - Underwater
- 2013 - Wax Wings
- 2015 - Onward And Sideways
- 2017 - The Fall
- 2019 - Here, Right Now

### EP
- 2004 - First Between 3rd And 4th
- 2006 - Live Session (Esclusiva iTunes)
- 2008 - Unclear Sky (Esclusiva iTunes)
- 2010 - Songs Under A Streetlight
- 2011 - The Rock And The Tide (Acoustic Session)

### Album dal vivo
- 2016 - Live From The Village